# Província de Nyanga
Nyanga és una de les nou províncies del Gabon.
Ocupa una àrea de 21,285 km². La capital de la província és Tchibanga.

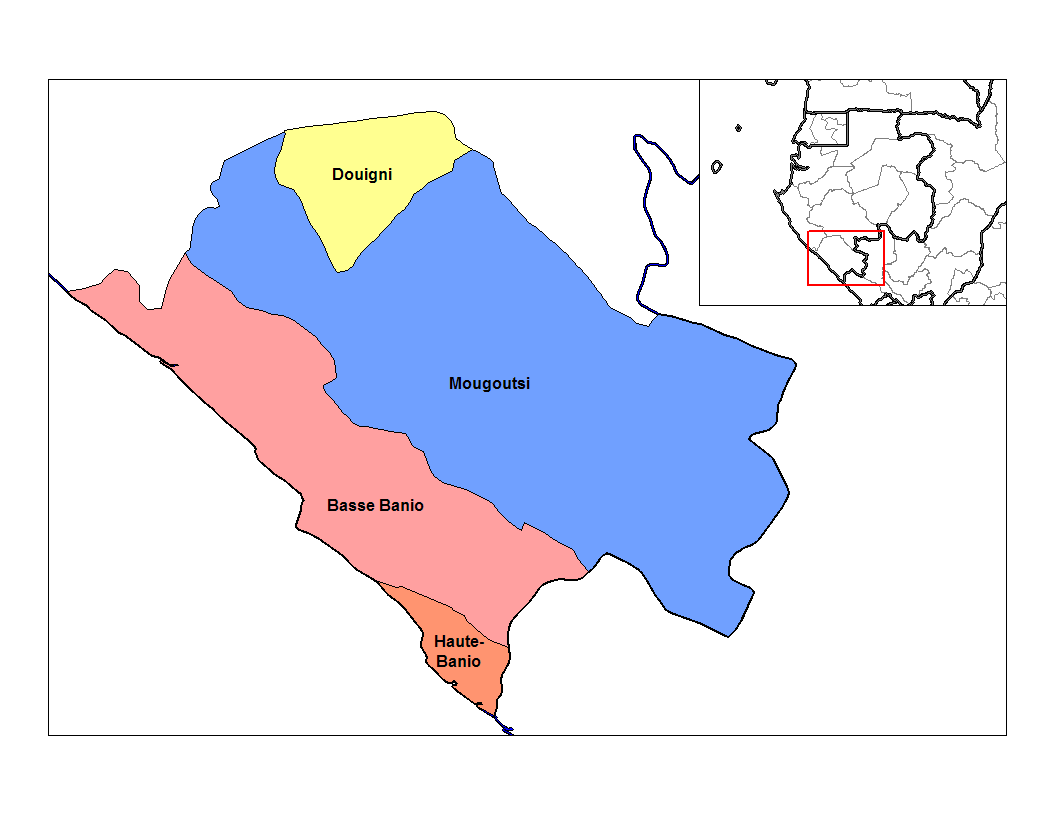
Departaments de Nyanga

## Departaments
Nyanga es divideix en 6 departaments:
- Basse-Banio (Mayumba)
- Douigny (Moabi)
- Doutsila (Mabanda)
- Haute-Banio (Ndindi)
- Mongo (Moulingui-Binza)
- Mougoutsi (Tchibanga)